# Back Issue!
Back Issue! és una revista nord-americana publicada per TwoMorrows Publishing, amb seu a Raleigh, Carolina del Nord. Fundada el 2003 i publicat vuit vegades l'any, inclou articles i art sobre còmics des dels anys setanta fins a l'actualitat.
Editada per l'antic escriptor i editor de còmics Michael Eury, la revista va ser concebuda com a reemplaçament de Comic Book Artist, que l'editor i propietari Jon B. Cooke havia portat de TwoMorrows a una altra editorial el 2002.
Els guionistes de la sèrie inclouen Mark Arnold, Michael Aushenker, Glenn Greenberg, George Khoury, Andy Mangels i Richard A. Scott.
Back Issue! va guanyar el premi Eisner 2019 a la millor publicació/periodisme relacionat amb còmics compartit amb PanelxPanel.